# Departamento de Investigaciones y Crímenes de Alta Tecnología (DICAT)
El Departamento de Investigación de Crímenes y Delitos de Alta Tecnología (DICAT) es una unidad especializada de la Policía Nacional de la República Dominicana encargada de prevenir, investigar y perseguir delitos informáticos y tecnológicos en el país. Fue creado en 2007 mediante la Ley No. 53-07 sobre Crímenes y Delitos de Alta Tecnología, como respuesta institucional al creciente impacto de los crímenes cibernéticos en la seguridad pública, la economía y los derechos fundamentales. El DICAT trabaja en estrecha colaboración con el Ministerio Público, otras agencias estatales y organismos internacionales, siendo uno de los principales actores en la lucha contra la ciberdelincuencia en la República Dominicana.

## Historia y fundamento legal
El DICAT fue establecido como parte de la estrategia nacional para enfrentar el auge de los delitos cometidos a través de tecnologías de la información y la comunicación. Su creación está respaldada por el artículo 36 de la Ley 53-07, que lo define como una dependencia de la Dirección Central de Investigaciones Criminales de la Policía Nacional.

## Funciones
Las funciones del DICAT incluyen:
- Investigar crímenes y delitos cometidos mediante el uso de tecnologías digitales.
- Identificar y preservar evidencia digital en coordinación con el Ministerio Público.
- Prevenir delitos informáticos mediante inteligencia y monitoreo de amenazas cibernéticas.
- Actuar ante incidentes que comprometan la seguridad de infraestructuras críticas.
- Colaborar con organismos nacionales e internacionales en materia de ciberseguridad.[2]

## Estructura organizativa
El DICAT está compuesto por varias secciones especializadas:
- Sección de Investigaciones: Recibe denuncias, realiza investigaciones y apoya procesos judiciales.
- Sección de Inteligencia: Encargada de recolectar y analizar información sobre amenazas cibernéticas.
- Sección de Evidencia Digital: Realiza recolección, análisis y preservación forense de datos digitales.
- Sección de Enlace y Cooperación: Coordina acciones con otras agencias nacionales e internacionales.[3]

## Cooperación interinstitucional
El DICAT trabaja estrechamente con:
- El Ministerio Público (República Dominicana)
- El Departamento Nacional de Investigaciones (DNI), especialmente con su División de Investigación de Delitos Informáticos (DIDI)
- La Comisión Interinstitucional contra Crímenes y Delitos de Alta Tecnología (CICDAT)
- Organismos internacionales como la Red 24/7 del G8[3]

## Requisitos del comandante
De acuerdo con el artículo 40 de la Ley 53-07, el comandante del DICAT debe ser:
- Oficial superior de la Policía Nacional
- Profesional en informática, telecomunicaciones o áreas afines
- Con al menos 10 años de experiencia profesional y 12 años en carrera policial
- Con permanencia mínima de dos años en el cargo, salvo remoción justificada[1]

## Capacitación y financiamiento
El personal del DICAT recibe capacitación continua, preferiblemente en instituciones como el Instituto Tecnológico de las Américas (ITLA). Su financiamiento proviene del presupuesto nacional asignado a la Policía Nacional y otras fuentes legales.